# Far Cry (film)
Far Cry är en actionfilm i regi av Uwe Boll som är baserad på datorspelet med samma namn. 

## Handling
Jack Carver är pensionerad officerare från en specialstyrka och livnär sig nu på att transportera människor och varor. På en resa ska han transportera en fotograf som vill ta bilder på japanska baser från andra världskriget på några öar i Mikronesien. Helvetet bryter ut när båten attackeras och förstörs.

## Om filmen
Filmen hade premiär i Tyskland 2 oktober 2008.

## Rollista
- Michael Paré